# If I Were Brittania I'd Waive the Rules
If I Were Brittania I'd Waive the Rules è il sesto album in studio del gruppo rock britannico Budgie, pubblicato nel 1976.

## Tracce
Tutti i brani sono di Tony Bourge e Burke Shelley.
Side 1
1. Anne Neggen – 4:04
2. If I Were Brittania I'd Waive the Rules – 5:50
3. You're Opening Doors – 4:14
4. Quacktor and Bureaucats – 3:52

Side 2
1. Sky High Percentage – 5:52
2. Heaven Knows Our Name – 3:52
3. Black Velvet Stallion – 8:07

## Formazione
- Burke Shelley - basso, voce
- Tony Bourge - chitarra
- Steve Williams - batteria